# Марескальки, Луиджи
Луиджи Марескальки (итал. Luigi Marescalchi; 1 февраля 1745, Болонья — 1812, Марсель) — итальянский композитор и музыкальный издатель.
Учился музыке в своём родном городе у падре Мартини. В 1765 году дебютировал как композитор в Мадриде оперой-буфф «Продолжение Кьярлоне» (итал. Il proseguimento del chiarlone), после чего некоторое время возглавлял на Пиренейском полуострове итальянскую оперную труппу, в 1766 году поставил ту же свою оперу в Лиссабоне.
В первой половине 1770-х гг. работал в Венеции, в 1773—1775 гг. вместе с Карло Каноббио занимался изданием нот, выпустив в общей сложности 71 издание (в том числе первую в Италии публикацию музыки Йозефа Гайдна). В 1774 г. на Венецианском карнавале представил свою вторую оперу «Опекун обманутый» (итал. Il tutore ingannato).
В последующее десятилетие работал в Венеции, Риме, Флоренции и других городах, написал музыку для трёх опер и около 30 балетов, в том числе первого балета на сюжет трагедии Шекспира «Ромео и Джульетта» (1785).
В 1785 г. обосновался в Неаполе, получив у короля Фердинанда разрешение на открытие музыкального издательства. Публиковал, главным образом, отрывки из популярных опер, шедших на неаполитанской сцене, — в том числе таких композиторов, как Доменико Чимароза, Джованни Паизиелло, Джузеппе Сарти и др.; однако у Марескальки печаталась и инструментальная музыка — публикация Дуэта для скрипки и альта В. А. Моцарта (1795) стала, вероятно, первой итальянской публикацией композитора.
В 1799 г. во время революционных волнений в Неаполе Марескальки примкнул к республиканцам, и после подавления восстания его дом был сожжён, сам он был посажен в тюрьму и после этого вынужден отправиться в изгнание. Жил в Марселе, с 1807 г. начал предпринимать попытки вернуться в Италию и восстановить издательский бизнес, но успеха эти попытки не имели.